# كولن برادلي
كولن برادلي (بالإنجليزية: Colin Bradley)‏ هو لاعب كرة قدم أسترالية أسترالي، ولد في 2 مارس 1921، وتوفي في 6 سبتمبر 2013.

## وصلات خارجية
- كولن برادلي على موقع AustralianFootball.com (الإنجليزية)
- كولن برادلي على موقع AFLtables.com (الإنجليزية)